# Hrabstwo Henry (Tennessee)
Hrabstwo Henry (ang. Henry County) – hrabstwo w stanie Tennessee w Stanach Zjednoczonych. Obszar całkowity hrabstwa obejmuje powierzchnię 593,45 mil² (1537,03 km²). Według szacunków United States Census Bureau w roku 2009 miało 31 876 mieszkańców.
Hrabstwo powstało w 1821 roku. 

## Miasta
- Cottage Grove
- Henry
- Paris
- Puryear[4]